# Fimbristylis fibrillosa
Fimbristylis fibrillosa är en halvgräsart som beskrevs av Paul Goetghebeur. Fimbristylis fibrillosa ingår i släktet Fimbristylis och familjen halvgräs.
Artens utbredningsområde är Kongo-Kinshasa. Inga underarter finns listade i Catalogue of Life.